# Oregon Route 39
Az Oregon Route 39 (OR-39) egy oregoni állami országút, amely észak–déli irányban a kaliforniai államhatártól a 97-es szövetségi országút Klamath Falls területén fekvő csomópontjáig halad.
A szakasz Klamath Falls–Lakeview Highway No. 20 néven is ismert.

## Leírás
A szakasz a Kalifornia területén fekvő Hatfield településtől északnyugatra, az SR 139 és az SR 161 elágazásánál kezdődik. Miután keresztezte a Lost-folyót, a malini kereszteződésben nyugat felé futva áthalad Merrillen, majd újra északnyugatra folytatódik. A pálya a Klamath Falls-i Matney Roadnál északra fordul, majd a folyó mellékcsatornáján átívelve keresztülhalad Henley-n, ezután pedig Altamontba érkezik. A 140-es út elágazását követően újra északnyugatra fordul, majd Klamath Falls belvárosába érve a 97-es szövetségi út városi szakaszánál ér véget.

### Nyomvonal-korrekciók
- Az útvonal egykor Malinon át a 139-es kaliforniai útig haladt; a régi szakaszt ma Klamath Falls–Malin néven tartják számon, valamint az útfenntartó nyilvántartásában Highway 50 jelzéssel szerepel
- Az Eastside Bypass elkészülte előtt a 39-es és 140-es utak Klamath Falls belvárosában, a 6th Streeten át haladtak

## Fordítás
- Ez a szakasz részben vagy egészben  az   Oregon Route 39 című angol Wikipédia-szócikk History című fejezete ezen változatának fordításán alapul.  Az eredeti cikk szerkesztőit annak laptörténete sorolja fel. Ez a jelzés csupán a megfogalmazás eredetét és a szerzői jogokat jelzi, nem szolgál a cikkben szereplő információk forrásmegjelöléseként.